# 德勒姆靈湖
54°08′55″N 10°15′16″E / 54.1486°N 10.2545°E
德勒姆靈湖（德語：Drömlingsee），是德國的湖泊，位於該國北部石勒蘇益格-荷爾斯泰因州，由普倫縣負責管轄，該湖泊面積0.07平方公里，湖岸線長度1公里。